# Hygrophila phlomoides
Hygrophila phlomoides är en akantusväxtart som beskrevs av Christian Gottfried Daniel Nees von Esenbeck. Hygrophila phlomoides ingår i släktet Hygrophila och familjen akantusväxter.

## Underarter
Arten delas in i följande underarter:
- H. p. angusta
- H. p. roxburghii